# 多尔多涅河畔锡夫拉克
多爾多涅河畔锡夫拉克（法語：Civrac-sur-Dordogne，法語發音：[sivʁak syʁ dɔʁdɔɲ]）是法国吉伦特省的一个市镇，属于利布尔讷区。该市镇总面积1.94平方公里，2009年时的人口为243人。

## 人口
多尔多涅河畔锡夫拉克人口变化图示